# Центральный ремонтный завод средств связи
Центральный ремонтный завод средств связи (укр. Центральний ремонтний завод засобів зв'язку) — государственное предприятие военно-промышленного комплекса Украины.

## История
После провозглашения независимости Украины 437-й центральный ремонтный завод средств связи министерства обороны СССР (в/ч 33185) был передан в ведение министерства обороны Украины.
В 1998 году завод был внесён в перечень предприятий военно-промышленного комплекса Украины, освобождённых от уплаты земельного налога (размер заводской территории составлял 2,03 га).
8 декабря 2006 года завод был исключён из перечня предприятий, имеющих стратегическое значение для экономики и безопасности Украины.
В дальнейшем, завод был передан в ведение концерна "Техвоенсервис".
По состоянию на начало 2008 года, завод имел возможность:
- производить: пульты оперативной связи "Витязь" и "Диалог"[1]
- модернизировать: радиостанции УКВ-диапазона Р-107М, Р-111, Р-123М, Р-158, Р-159, Р-173; радиостанции КВ-диапазона Р-130М и Р-143[1]
- выполнять капитальный ремонт: аппаратуры уплотнения П-300, П-301, П-302, П-303, П-304, П-305, П-309, П-310, П-318, П-319, П-327; коммутаторов П-198, П-209 и П-262; радиоприёмников Р-155, Р-160П, Р-173П и Р-399А; радиотелеграфных аппаратов СТА-67, ЛТА-8 и РТА-7М[1]
- выполнять ремонт: радиостанций КВ-диапазона Р-130М, Р-134 и Р-143; радиоприёмников Р-155, Р-160П, Р-173П, Р-399А, 15Э488; аппаратуры уплотнения П-300-О, П-301-О, П-302-О, П-303-ОБ, П-327-2(3,12), П-330-1(6); коммутаторов П-2091-10/20 (20/20, 40/60, 80/100), П-198М1, П-206, П-209; радиотелеграфных аппаратов РТА-7М[1]
- оказывать услуги военно-технического назначения: обучать и командировать специалистов, советников и экспертов, изготавливать оснастку для ремонта средств связи и радиооборудования[1]